# Iamides
Les Iamides (en latin Iamidae) sont, dans la Grèce antique, des devins se revendiquant descendants d'Iamos, fils d'Apollon et d'Evadné, qui prédisaient l'avenir à Olympie. 

## Description
A Olympie, les entrailles des holocaustes étaient interprétées. Comme leurs égaux à Olympie, les Klytidai, qui revendiquaient la descendance de Mélampous, par le biais de Klytios, petit-fils d'Amphiaraos, les Iamides revendiquaient la descendance d'Iamus, un fils d'Apollon,. Tisamène est incité à quitter Élis et à conseiller Sparte, en échange de quoi lui et ses héritiers obtiennent la citoyenneté. Ils sont les seuls étrangers à avoir jamais été honorés de cette manière ; Pausanias note à Sparte au 2e siècle avant notre ère « un tombeau aux devins d'Elis, le soi-disant Iamidai ».